# Jazzman
«Jazzman» es una canción interpretada por la cantautora estadounidense Carole King. Fue publicada el 27 de septiembre de 1974 como el sencillo principal de su sexto álbum de estudio Wrap Around Joy.

## Recepción de la crítica
Un escritor no especificado de Record World le otorgó el certificado de “Hit of the Week”, y lo calificó como su sencillo más animado desde «I Feel the Earth Move». La revista Billboard describe «Jazzman» como una de las canciones más comerciales de King y elogió la interpretación del saxofón y los coros. El periodista musical James E. Perone describe «Jazzman» como “uno de los mejores sencillos de Carole King”. Un escritor no especificado de la revista Cash Box declaró: “La voz única de la artista está poderosamente respaldada por fuertes instrumentos de viento y un gran arreglo pop que acentúa aún más esta interpretación”.

## Galardones
| Año  | Premio         | Categoría                               | Resultado | Ref.  |
| ---- | -------------- | --------------------------------------- | --------- | ----- |
| 1974 | Premios Grammy | Mejor interpretación vocal pop femenina | Nominado  | [ 6 ] |

## Apariciones y uso en otros medios
- «Jazzman» aparece de manera destacada en el vigésimo segundo episodio de la sexta temporada; es cantada por Yeardley Smith como Lisa Simpson y se presenta como un dúo entre Lisa y el personaje recurrente Bleeding Gums Murphy, quien toca el saxofón.[7]

## Posicionamiento

### Gráfica semanal
| Gráfica (1974)                                | Pico de posición |
| --------------------------------------------- | ---------------- |
| Australia (Kent Music Report)                 | 56               |
| Canadá (RPM Top Singles)                      | 2                |
| Canadá (RPM Adult Contemporary)               | 1                |
| Estados Unidos (Billboard Hot 100)            | 2                |
| Estados Unidos (Billboard Adult Contemporary) | 4                |
| Estados Unidos (Cashbox Top 100)              | 1                |

### Gráfica de fin de año
| Gráfica (1974)           | Pico de posición |
| ------------------------ | ---------------- |
| Canadá (RPM Top Singles) | 33               |